# Charlot nel parco

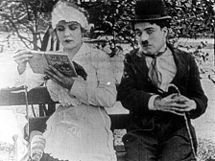
Charlot e la governante

Charlot nel parco (In the Park) è un cortometraggio del 1915 diretto e interpretato da Charlie Chaplin.

## Trama
Un gentiluomo ben vestito e la sua ragazza si scambiano tenerezze su una panchina del parco mentre una babysitter con carrozzina, seduta poco distante, li guarda aspettando il suo corteggiatore. Charlot, dopo aver arrecato non poco fastidio alla coppia, incontra un maldestro borseggiatore che prova di svuotargli le tasche ma riesce solo a far sì che Charlot gli sottragga una sigaretta. Poi Charlot cerca di sedurre la babysitter mentre il suo corteggiatore si è allontanato per acquistare delle salsicce da un venditore ambulante. Al suo ritorno, il corteggiatore caccia Charlot in malo modo ma poco dopo il nostro eroe, nel difendere il venditore ambulante dall'aggressione del malvivente, si impossessa di numerose salsicce. Il ladro allora cerca di rubare a Charlot le salsicce ma mentre lo fa non si avvede che quest'ultimo, a sua volta, lo alleggerisce della borsa che in precedenza il delinquente aveva sottratto alla prima coppia mentre era intenta a flirtare. Il corteggiatore della babysitter, che si era alzato dalla panchina per acquistare altre salsicce, vedendo la borsa penzolare dal bastone di Charlot cerca di afferrarla ma Charlot se ne accorge e finisce per vendergliela. In quel momento ricompare il ladro reclamando la borsetta che ritiene sua e ne nasce una rissa in cui volano numerosi mattoni di cui restano vittime tramortite il corteggiatore della babysitter ed i due innamorati ancora sulla panchina. Nella confusione, Charlot si riprende la borsetta e la offre alla babysitter ma l'arrivo dello spasimante della ragazza, ripresosi dallo svenimento, interrompe il nuovo corteggiamento che Charlot aveva messo in atto nei confronti della bella babysitter. Poco dopo si riprendono anche il dandy e la sua fidanzata che scoprono il furto e che la borsa è in possesso della babysitter. L'uomo, pertanto, si avvicina per reclamarla ma viene messo fuori combattimento dal corpulento corteggiatore della ragazza. Non essendo, chiaramente, in grado di affrontarlo, l'elegante gentiluomo ritorna dalla sua fidanzata che, ritenendolo inadeguato a difenderla, lo lascia. Disperato, l'uomo vuole suicidarsi ma non avendo il coraggio di farlo con la pistola, chiede a Chaplin di dagli un calcio per scaraventarlo nel laghetto del parco dove vuole affogare. Chaplin prepara la cosa meticolosamente ed, infine, con un calcio ben assestato lo spedisce nell'acqua. Intanto il corteggiatore, che è stato arrestato da un poliziotto in seguito alla denuncia della donna proprietaria della borsa, in quel momento vede Charlot e lo accusa di essere la causa di tutto. Nella discussione l'uomo e il poliziotto finiscono entrambi in acqua e così Charlot può darsi alla fuga.

## Produzione
Il film fu prodotto dalla Essanay Film Manufacturing Company. Venne girato a San Francisco, in California.
Poco prima di passare dalla Keystone alla nuova casa di produzione, Chaplin, durante le infruttuose trattative per il rinnovo del suo contratto, ebbe a dire al produttore Mack Sennett, che sosteneva essere l'artefice del successo di Chaplin, che a lui (Chaplin) sarebbe bastato non altri che sé stesso, un parco e una bella ragazza per fare un film.
Questa fu fra le prime farse girate con la Essanay e Chaplin rimase alquanto deluso dai nuovi studios e, individuato un parco simile a quello di Westlake, dove furono ambientate parecchie delle sue prime comiche con Sennett, probabilmente scelse la natura quale migliore ambientazione.

## Distribuzione
Distribuito dalla General Film Company, il film - un cortometraggio di una bobina - uscì nelle sale cinematografiche USA il 18 marzo 1915.